# 萨摩亚文化
萨摩亚文化具有典型波利尼西亚传统文化的特点。

## 日常生活

### 饮食
萨摩亚人的主食有芋头、面包果、椰子、香蕉和鱼等。

### 服饰
萨摩亚传统女装叫做puletasi。Lava-lava是一种男女均可穿着的裙子。

### 刺青
薩摩亞刺青「Tatau」分為男子的Pe'a及女子的Malu，約在青春期進行不麻醉紋身。

## 文学
萨摩亚较为知名的作家是Albert Wendt 与 Sia Figiel 。

## 艺术

### 舞蹈
传统萨摩亚舞蹈称为Siva，类似于夏威夷舞蹈。

## 宗教
萨摩亚宗教以基督教为主。

## 体育
萨摩亚人的主要运动是橄榄球以及萨摩亚板球(kirikiti)。

## 引用资料
1. ↑  彼地的事｜>Taipei - GeogDaily （页面存档备份，存于） 刺青的英文 “tattoo” 起源於薩摩亞語的 “tatau”，表示「紋身」的意思，tatau分為兩種，分別是覆蓋在男人下胸部至膝蓋的大型紋身Pe’a，以及女人大腿下半部到膝蓋以下的Malu。
2. ↑  Samoan Sensation. http://www.samoa.co.uk/dance.html （页面存档备份，存于）